# Karl Schenker
Karl Schenker, auch Karol Schenker (geboren am 23. Oktober 1886 in Sereth, Bukowina, Österreich-Ungarn; gestorben am 18. August 1954 in London) war ein österreichischer Fotograf, Illustrator von Modezeitschriften und Maler. Der überwiegend in Berlin arbeitende jüdische Künstler musste 1938 aus Deutschland nach London emigrieren und erhielt 1948 die britische Staatsbürgerschaft.
Das Kölner Museum Ludwig konnte 2014 rund 100 Fotografien aus dem Nachlass des Fotografen Hermann Koczyk aus Oschatz ankaufen und widmete Karl Schenker 2016 eine viermonatige Retrospektive.

## Leben

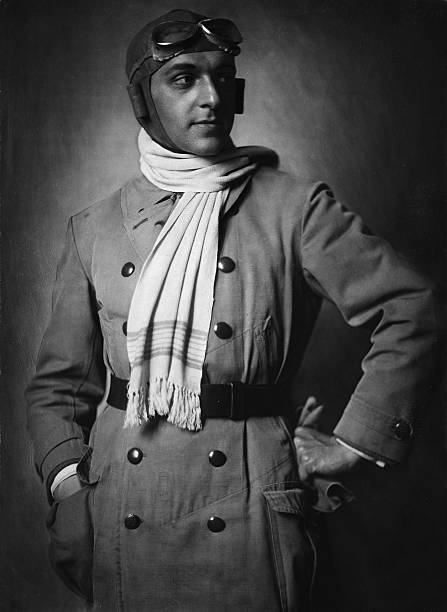
Karl Schenker in Flieger-Kleidung (1919). Foto von Hermann Schieberth

Am 23. Oktober 1886 wurde Karol Schenker als Sohn des Steuerinspektors Jakob Schenker und Rosa Schenker (geb. Schleisberg) geboren. Nach dem Umzug der Familie nach Lemberg wurde Schenker um 1900 Mitglied der Freunde der Künstlerischen Fotografie und beteiligte sich seit 1904 regelmäßig an den Ausstellungen des Vereins. Bereits im Alter von 18 Jahren stellte er auf der Internationalen Allgemeinen Fotografie-Ausstellung für Amateurfotografie in Krakau seine Arbeiten aus. In der Kategorie Amateurfotografie wurde er mit einer Silbermedaille ausgezeichnet.
Es wird angenommen, dass Schenker an der Technischen Universität Lemberg studiert hat. Gemeinsam mit dem Fotografen Eduard Wasow betrieb er 1910 für einige Monate ein Fotoatelier in München, bevor er 1911 nach Berlin zog und am Kurfürstendamm 29 ein eigenes Atelier eröffnete. Karl Schenker arbeitete ab dieser Zeit für den Ullstein-Verlag, der in seiner Zeitschrift Die Dame regelmäßig seine Fotografien publizierte. Gleichzeitig fertigte er zahlreiche Porträtfotografien für Privatpersonen und Künstler an. Karl Schenker nahm regelmäßig an nationalen und internationalen Fotografieausstellungen teil, unter anderem 1913 am Londoner Salon of Photography und 1914 an der Kölner Werkbundausstellung. In seinem Atelier arbeiteten 1913 unter anderen die in Wien ansässigen Fotografen Madame d’Ora und Arthur Benda, bei denen er 1916 in Wien zu einem Arbeitsbesuch weilte. Im selben Jahr begann er die Lehrtätigkeit in seinem Atelier und im Berliner Lette-Verein. Zu seinen Schülern zählten der niederländische Fotograf Richard Polak und Toni Arens-Tepe.
Am 16. März 1915 heiratete er die russische Chemikerin Olga Labenskaja, die er in den folgenden Jahren häufig porträtierte. Das Ehepaar ging nach wenigen Jahren getrennte Wege.
Karl Schenker war eines der Gründungsmitglieder der 1919 gegründeten Gesellschaft Deutscher Lichtbildner (GDL). Für die Ufa-Filme Bismarck und Fridericius Rex fertigte er begleitende Bildmappen mit Porträts an. 1920 zog er in ein komfortableres Atelier am Kurfürstendamm 6 um. Sein altes Studio übernahm die Malerin Jeanne Mammen, die hier bis zu ihrem Lebensende gewohnt und gearbeitet hat. Anfang der 1920er Jahre beteiligte sich Schenker an vielen renommierten Fotografieausstellungen, unter anderem an den jährlich stattfindenden Ausstellungen der Gesellschaft Deutscher Lichtbildner, der Ausstellung Berliner Photographie und der Deutschen Gewerbeschau in München. In dieser Zeit porträtierte er auch Leni Riefenstahl, die damals am Kurfürstendamm in der Tanzschule Helene Grimm-Reiter unterrichtete. Das Porträt erschien als Titelseite der Zeitschrift Uhu am 1. Oktober 1924. Von 1922 bis 1924 arbeitete Eleonore Feininger, die Tochter von Lyonel Feininger und Clara Fürst als Schülerin in Schenkers Atelier.
1923 lernte Schenker bei einer Auftragsarbeit die Wienerin Lilli Behrend kennen, die er kurze Zeit später heiratete. In diesen Jahren konzentrierte sich Schenker auf die Porträt- und Modefotografie. 1925 siedelte das Ehepaar nach New York über, und der Fotograf Mario von Bucovich übernahm Schenkers Berliner Fotoatelier. In Amerika arbeitete Schenker vorwiegend als Maler und Zeichner wieder unter seinem Geburtsnamen Karol Schenker. Auf einer ihm gewidmeten Ausstellung in den Gainsborough Galleries zeigte er einen Bildzyklus, der unter anderem Porträts von Enrico Caruso, Giacomo Puccini und Gerhart Hauptmann beinhaltete.
Im November 1930 kehrte die Familie nach Berlin-Tiergarten zurück, und Schenker nahm die Arbeit für den Ullstein-Verlag wieder auf. Neben Modefotografien für die Zeitschrift Die Dame publizierte er auch wieder in dem Monatsmagazin Uhu. 1932 lernte er Ruth Elisabeth Engel kennen, die dann als Mitarbeiterin in seinem Atelier tätig war.
Nach der „Machtergreifung“ der Nationalsozialisten wurde der Ullstein-Verlag „arisiert“ und die Zeitschrift Uhu bereits 1933 eingestellt. Für Karl Schenker wurde es schwieriger, seinen Lebensunterhalt in Berlin zu bestreiten. In der Zwischenzeit verwitwet, musste er nach London reisen, um am 10. Dezember 1936 Ruth Engel heiraten zu können, da dies in Deutschland zu dieser Zeit für den jüdischen Künstler nicht mehr möglich war. Am 15. Februar 1938 wurde Karl Schenker wegen „unvorschriftsmäßigen Verhaltens im öffentlichen (Straßen-) Verkehr“ aus dem Deutschen Reich ausgewiesen. Die Familie emigrierte nach London, wo er 1938 ein Fotoatelier für Mode-, Porträt- und Farbfotografie, Retusche, Zeichnung und Werbung eröffnete. Zu seinen Kunden zählten auch in London zahlreiche Prominente, unter anderen die Ralleyfahrerin Jaqueline Evans und der australische Premierminister John Curtin.
Am 30. September 1948 wurde Karl Schenker die britische Staatsbürgerschaft verliehen. Am 18. August 1954 starb er im Londoner Putney Hospital in London Borough of Wandsworth.

## Werk
Das Frühwerk Karl Schenkers besteht hauptsächlich aus Damenporträts und Fotografien von Schauspielerinnen. Die häufig retuschierten Fotografien wurden von den Künstlerinnen und Künstleragenturen als sogenannte Starpostkarten und Autogrammkarten verwendet. Unter anderem porträtierte er Henny Porten, Fritzi Massary, Margit Barnay, Erna Morena, Wanda Treumann, Hansi Arnstädt, Lotte Neumann, Mia May, Dorit Weixler, Asta Nielsen und Lil Dagover sowie seine erste Frau Olga. Mitunter fotografierte er auch die Hunde seiner Kundinnen. Die Zeichnungen Schenkers von dem Musiker Jascha Heifetz und dem Komponisten Giacomo Puccini werden heute in der Art Gallery of Ontario gezeigt. In den 1920er Jahren entwarf Schenker eine Kollektion von Wachsfigurenpuppen, die er künstlerisch als Kunst- und Modefiguren inszenierte und fotografierte.
In New York widmete sich Schenker fast ausschließlich der Porträtmalerei. Er zeichnete überwiegend Aristokraten, Künstler und Damen der Gesellschaft sowie seine zweite Frau Lilly. Nach seiner Rückkehr nach Berlin widmete er sich ab 1930 inszenierten Mode-, Werbe- und Porträtaufnahmen, die er als Photoregie-Arbeiten bezeichnete. Er wurde von Kaufhäusern, unter anderem vom Kaufhaus Nathan Israel und Modejournalen gebucht, um Katalog- und Werbeaufnahmen zu erstellen. Auch nach seiner Emigration nach England arbeitete er auch in London wieder als Porträtfotograf und Maler.

## Ausstellungen (Auswahl)
- Internationale Allgemeine Fotografie-Ausstellung für Amateurfotografie, Krakau 1911, Silbermedaille
- Internationale Ausstellung für Bildnis- und Figurenbild, Hamburg 1911
- Allgemeine Deutsche Photografische Ausstellung, Heidelberg 1912, Ehrenpreis
- The London Salon of Photography, London 1913
- Deutsche Werkbund-Ausstellung, Köln 1914
- Ausstellung künstlerische Photographie, Wien 1920
- Einzelausstellung, Berlin 1920
- Ausstellung der Gesellschaft Deutscher Lichtbildner, Stuttgart 1920
- Ausstellung Berliner Photographie, Kunstgewerbemuseum Berlin 1921
- Ausstellung der Gesellschaft Deutscher Lichtbildner, Leipzig 1922
- Deutsche Gewerbeschau, München 1922
- Ausstellung der Gesellschaft Deutscher Lichtbildner, Madrid 1923
- Ausstellung der Gesellschaft Deutscher Lichtbildner, Weimar 1924
- Ausstellung Photographie als Kunstwerk, Dresden 1924
- L’arte nella fotografia, Turin, Mailand, Rom 1924
- Paintings und Drawings by Karol Schenker, Einzelausstellung Gainsborough Galleries, New York 1927
- War Portraits, London 1942

## Werke (Auswahl)

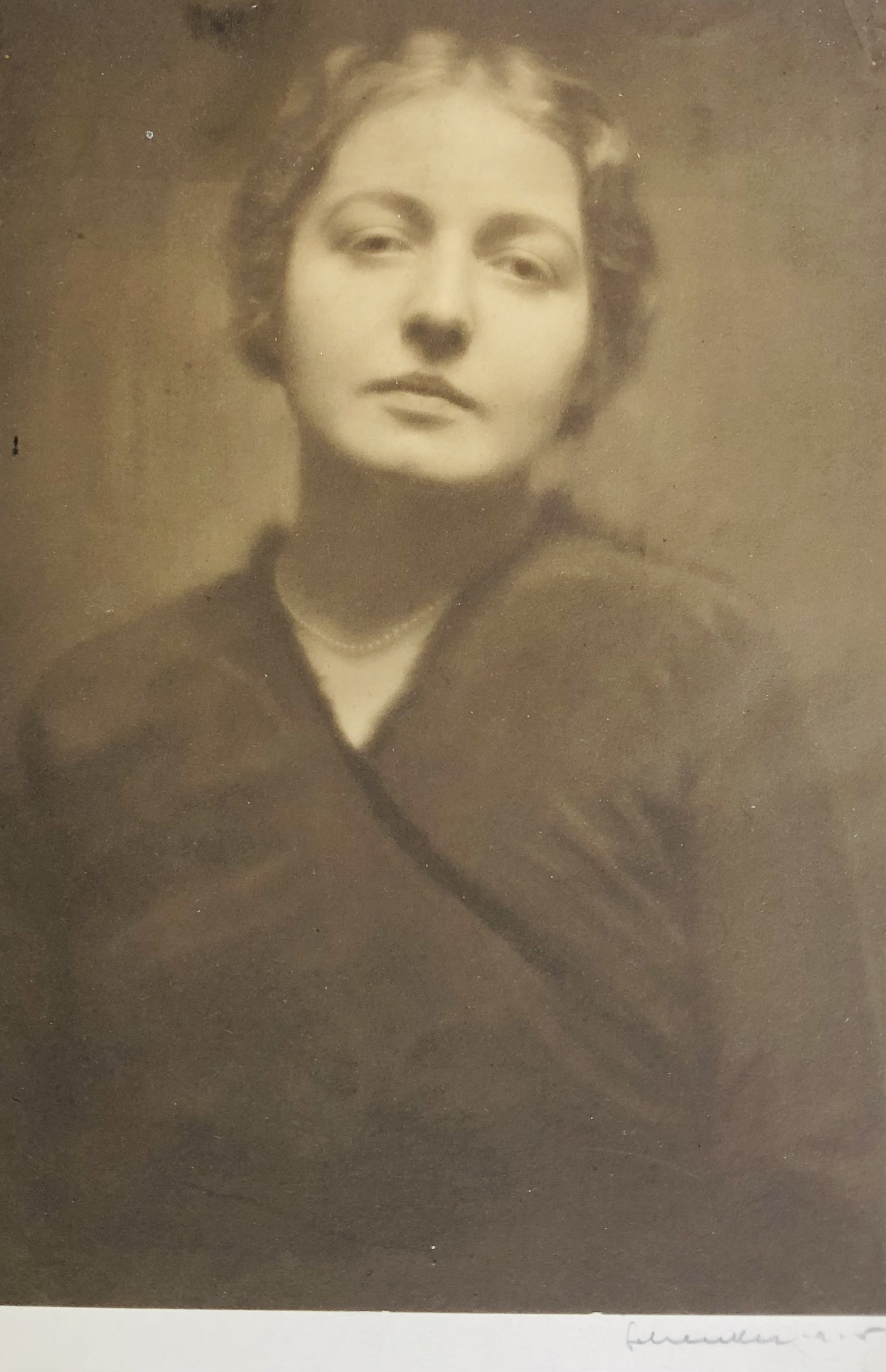
Karl Schenker, Hannah Cassirer geb. Sotschek, 1915.

- Karl Schenker, Hannah Cassirer geb. Sotschek, 1915.Der Komponist Giacomo Puccini, Zeichnung 1914
- Jan Kubelík, Fotografie, 1913
- Hannah Cassirer geb. Sotschek, Fotografie 1915
- Henny Porten, Fotografie um 1915
- Paul Wegener, Fotografie um 1915
- Arthur Nikisch, Fotografie 1916
- Michael Bohnen, Fotografie 1918
- Lisa Kresse, Fotografie 1919
- Carola Toelle, Fotografie 1919
- Paula Busch, Fotografie 1919
- Claire Dux, Fotografie 1920
- Rosa Valetti, Fotografie 1920
- Arthur Korn, Fotografie 1920
- Franz Blei, Fotografie 1920
- Theodor Loos, Fotografie 1922
- Max Pallenberg, Fotografie 1922
- Eduard von Winterstein, Fotografie 1922
- Leni Riefenstahl, Zeichnung 1924
- Wachsfiguren, 1925
- Das Show Girl (Dorothy Knappl), Zeichnung 1925/26
- Mutter und Kind, Zeichnung 1927
- Paul Huldschinsky, Fotografie 1927
- Imogene Robertson, Fotografie 1928
- Anni Mewes, Fotografie 1928
- Trude Hesterberg, Fotografie 1929
- Augusta von Zitzewitz, Fotografie 1930
- Ossi Oswalda, Fotografie 1930
- Vivian Gibson, Fotografie 1932
- Abendgesellschaft beim Ping-Pong – Fotoserie 1932
- Maria Theresia Gurlitt, Tochter von Wolfgang Gurlitt – Kinderfotografie 1932
- Gerda von der Osten, Fotografie 1933
- Emil Nikolaus von Reznicek, Fotografie 1933
- Skimode – Fotoserie, 1933
- Rose Stradner, Fotografie 1934
- Gina Falckenberg, Fotografie 1934
- Schönheitspflege – Fotoserie 1934
- Ruth Schenker, Zeichnung 1950
- Der Geiger Jascha Heifetz, Zeichnung, undatiert

## Schriften von Karl Schenker (Auswahl)
- Die neuen Wege der Bildnis-Photographie. In: »Die Dame« 43, 1/1915
- Zwölf Bildnisaufnahmen aus der Cserépy-Filmtrilogie 'Fridericius Rex' , 1921
- Zwölf Bildnisse aus dem Filmwerk 'Bismarck' , 1925
- '… Bilder hab ich von mir…!' Zehn Fotografien aus dem Leben einer schönen Frau… Ein fotografischer Scherz' , »Uhu« 8, 6/1932
- Photoregie, »Photografik«, 1935